# Lista de membros da Royal Society eleitos em 1681
Esta é uma lista de Membros da Royal Society eleitos em 1681.

## Fellows
- Robert Wood (1621 -1685)
- Sir John Percivale (1660 -1686)
- Henry Eve (m. 1686)
- Thomas Novell (m. 1686)
- Oliver Salusbury (1673 -1687)
- Isaac Dorislaus (m. 1688)
- Henri Justel (1620 -1693)
- Francis Lodwik (1619 -1694)
- Sir Patience Ward (1629 -1696)
- William Payne (1650 -1696)
- Gregorio Leti (1630 -1701)
- Roger Meredith (1637 -1701)
- Sir Jeremy Sambrooke (m. 1705)
- Jodocus Crull (m. 1713)
- Richard Waller (1646 -1715)
- John Roger (1647 -1715)
- John Philip Jordis (1681 -1715)
- William Penn (1644 -1718)
- Hugh Chamberlen (1630 -1720)
- Sir Anthony Deane (1633 -1721)
- Laurence Braddon (m. 1724)
- Sir Rowland Gwynne (1658 -1726)
- Richard Robinson (m. 1733)
- Samuel Blackburne (n. 1681)
- (Desconhecido) Goodwyn (n. 1681)